# Lautrec (film)
Lautrec je francouzský hraný film z roku 1998, který režíroval Roger Planchon podle vlastního scénáře. Film pojednává o životě malíře Henriho de Toulouse-Lautreca. Snímek měl světovou premiéru na filmovém festivalu v Benátkách dne 7. září 1998.

## Děj
Film sleduje život francouzského malíře Toulouse-Lautreca. Na konci 19. století se na Montmartru, kam se bohémská francouzská společnost uchýlila do kabaretů a nevěstinců, mladý Henri de Toulouse-Lautrec věnuje malování a stýká se s prostitutkami, aby zapomněl na své tělesné postižení.

## Obsazení
| Régis Royer        | Henri de Toulouse-Lautrec          |
| Elsa Zylberstein   | Suzanne Valadonová                 |
| Anémone            | komtesa Adèle de Toulouse-Lautrec  |
| Claude Rich        | hrabě Alphonse de Toulouse-Lautrec |
| Micha Lescot       | Gabriel de Céleyran                |
| Claire Borotra     | Hélène                             |
| Hélène Babu        | La Goulue                          |
| Jean-Marie Bigard  | Aristide Bruant                    |
| Vanessa Guedj      | Marie Charlet                      |
| Éric Civanyan      | biskup                             |
| Philippe Clay      | Auguste Renoir                     |
| Karel Vingerhoets  | Vincent van Gogh                   |
| Victor Garrivier   | Edgar Degas                        |
| Rosette            | majitelka prádelny                 |
| Nicolas Moreau     | Émile Bernard                      |
| Juliette Deschamps | Jeanne                             |
| Élodie Frenck      | M'dame Fourre-Tout / P'tite Pomme  |

## Ocenění
- César: nejlepší výprava (Jacques Rouxel), nejlepší kostýmy (Pierre-Jean Larroque); nominace v kategorii nejlepší herečka ve vedlejší roli (Anémone)